# Parkway Drive: The DVD
Parkway Drive: The DVD è un film documentario riguardante il gruppo musicale metalcore australiano Parkway Drive, pubblicato il 22 settembre 2009. Il documentario tratta degli inizi e della formazione della band, della loro etichetta discografica e dei loro tour. Il DVD ha vinto molti premi sia in Australia che in altri paesi del mondo.

## Contenuti

### Tracce
- In the Beginning
- Coming Together
- First Show
- Making Progress
- The Truth
- KWAS
- Uncharted Waters
- Other Side of the World
- The Chode
- (Ten) Things Get Ugly
- Only the Best Hotels
- California Dreamin
- On the Road U$A
- Epitaph
- Ups and Downs
- Horizons
- The New Europe
- Around the World
- Sweatfest
- A Different Point of View
- 12/12/08
- Home Sweet Home
- Rolling Dice

### Live Set
1. Boneyards
2. Gimme A D
3. Idols and Anchors
4. Carrion
5. Guns for Show, Knives for a Pro
6. The Siren Song
7. Mutiny
8. Feed Them to the Pigs
9. Dead Man's Chest
10. Smoke 'Em If Ya Got 'Em
11. Romance Is Dead

### Bonus
- Bonus footage